# الگا پترووا
اُلگا پترووا (انگلیسی: Olga Petrova؛ ‏ ۱۰ مهٔ ۱۸۸۴ – ۳۰ نوامبر ۱۹۷۷) بازیگر، نمایش‌نامه‌نویس و فیلم‌نامه‌نویس اهل ایالات متحده آمریکا بود. وی بین سال‌های ۱۹۱۱ تا ۱۹۲۸ میلادی فعالیت می‌کرد.

## گزیده فیلم‌شناسی
- تبعید (۱۹۱۷)